# Дрейпер, Дороти Кэтрин
До́роти Кэ́трин Дре́йпер (англ. Dorothy Catherine Draper; 6 августа 1807, Ньюкасл-апон-Тайн, Нортамберленд, Великобритания — 10 декабря 1901, Хастингс-он-Хадсон, Нью-Йорк, США) — сестра американского философа, врача, химика, историка и фотографа Джона Уильяма Дрейпера. Первая в мире женщина, изображённая на отчётливом портретном фотоснимке.

## Портрет
В конце 1839 года, вскоре после того, как Луи Дагер объявил об открытом им способе фиксации изображения на посеребрённой медной пластине, Дж. У. Дрейпер — создатель фотоаппарата оригинальной конструкции, преподаватель химии в Нью-Йоркском университете (впоследствии президент Американского химического общества) — предпринял ряд экспериментов по усовершенствованию дагеровского процесса. В начале 1840 года ему удалось получить отчётливый фотографический портрет своей сестры Дороти.
Снимок сделан на крыше главного здания Нью-Йоркского университета, в облачный день, при 65-секундной выдержке. Для того, чтобы изображение получилось более контрастным, Дороти пришлось покрыть лицо слоем муки́.
В настоящее время оригинал изображения (повреждённый при неудачной попытке реставрации в 1934 году) экспонируется в Спенсеровском художественном музее при Канзасском университете.